# Port lotniczy Liverpool-John Lennon
Port lotniczy Liverpool-John Lennon (ang.: Liverpool John Lennon Airport, kod IATA: LPL, kod ICAO: EGGP) – port lotniczy w Liverpoolu, położony 12 km na południowy wschód od centrum miasta, w dzielnicy Speke, od której wziął swoją pierwotną nazwę – Speke Airport. Podczas II wojny światowej znany jako RAF Speke.
W 2000 port został przemianowany na Liverpool John Lennon Airport w 20. rocznicę morderstwa członka liverpoolskiej grupy rockowej The Beatles. Na suficie hali dworcowej wymalowane jest motto lotniska (cytat z utworu Lennona „Imagine”): „Above us, only sky” (pl. Nad nami, tylko niebo).
Przewozy wzrosły z 875 000 pasażerów w 1998 do 4,96 mln w 2006. Procentowo, ruch wzrósł o 31,5% w 2005 i 12,6% w 2006. W maju 2007 obsłużył 500 000 pasażerów po raz pierwszy w jednym miesiącu. Obsługuje głównie tanie linie lotnicze i ruch czarterowy. Główny ciężar ruchu liniowego tradycyjnych linii lotniczych przejął leżący w sąsiedztwie międzynarodowy port lotniczy Manchester.

## Linie lotnicze i połączenia
| Linia lotnicza       | Kierunek |
| -------------------- | --- |
| Aer Lingus           | 1. Dublin |
| Aurigny Air Services | Sezonowo: 1. / Guernsey (od 2 kwietnia 2024) |
| Dan Air              | 1. Bacău |
| EasyJet              | 1. Alicante 2. Amsterdam 3. Antalya 4. Barcelona 5. Belfast-City 6. Belfast-International 7. Enfidha (od 1 kwietnia 2024) 8. Faro 9. Hurghada 10. / Wyspa Man 11. / Jersey 12. Lanzarote 13. Larnaka 14. Malaga 15. Palma de Mallorca 16. Paryż-Charles de Gaulle 17. Teneryfa-Południe Sezonowo: 1. Bodrum 2. Korfu 3. Dalaman 4. Genewa 5. Heraklion 6. Izmir 7. Kos 8. Lyon 9. Nicea 10. Salzburg |
| Jet2.com             | 1. Alicante (od 30 marca 2024) 2. Antalya (od 29 marca 2024) 3. Fuerteventura (od 30 marca 2024) 4. Madera (od 1 maja 2024) 5. Gran Canaria (od 30 marca 2024) 6. Lanzarote (od 29 marca 2024) 7. Malaga (od 1 kwietnia 2025) 8. Pafos (od 3 kwietnia 2024) 9. Teneryfa-Południe (od 28 marca 2024) Sezonowo: 1. Bodrum (od 1 maja 2024) 2. Burgas (od 2 maja 2024) 3. Korfu (od 3 maja 2024) 4. Dalaman (od 29 marca 2024) 5. Faro (od 30 marca 2024) 6. Heraklion (od 3 maja 2024) 7. Ibiza (od 3 maja 2024) 8. Kos (od 3 maja 2024) 9. Kraków (od 29 listopada 2024) 10. Malta (od 1 kwietnia 2025) 11. Menorka (od 5 maja 2024) 12. Palma de Mallorca (od 29 marca 2024) 13. Praga (od 29 listopada 2024) 14. Reus (od 4 maja 2025) 15. Rodos (od 2 maja 2024) 16. Zakintos (od 1 maja 2024) |
| Loganair             | 1. / Wyspa Man |
| Play                 | Sezonowo: 1. Reykjavík-Keflavík |
| Ryanair              | 1. Alicante 2. Barcelona 3. Mediolan-Bergamo 4. Cork 5. Dublin 6. Faro 7. Kowno 8. Knock 9. Koszyce 10. Kraków 11. Madryt 12. Malaga 13. Malta 14. Pafos (od 4 kwietnia 2024) 15. Poznań 16. Rzym-Ciampino 17. Shannon 18. Sofia 19. Sztokholm-Arlanda 20. Szczecin 21. Teneryfa-Południe 22. Wrocław Sezonowo: 1. Bergerac 2. Korfu (od 31 marca 2024) 3. Fuerteventura 4. Ibiza 5. Lanzarote 6. Palma de Mallorca 7. Porto 8. Reus 9. Rovaniemi 10. Warszawa-Okęcie (do 30 marca 2024) 11. Warszawa-Modlin (powrót od 2 kwietnia 2024) 12. Zadar |
| Southwind Airlines   | Sezonowo: 1. Antalya (od 3 czerwca 2024) |
| Widerøe              | 1. Bergen |
| Wizz Air             | 1. Bukareszt 2. Budapeszt 3. Gdańsk 4. Jassy 5. Katowice 6. Warszawa-Okęcie |